# یواس‌اس ال‌اس‌تی-۳۲۵
یواس‌اس ال‌اس‌تی-۳۲۵ (به انگلیسی: USS LST-325) یک کشتی است که طول آن ۳۲۷ فوت ۹ اینچ (۹۹٫۹۰ متر) می‌باشد. این کشتی در سال ۱۹۴۲ ساخته شد.